# نوویه سارتی
نوویه سارتی (به لاتین: Novyye Sarty) یک منطقهٔ مسکونی در روسیه است که در باشقیرستان واقع شده‌است.